# عبيد رحمن نواب
عبيد رحمن نواب (مواليد 18 ديسمبر 1998) هو لاعب كرة قدم بنغلاديشي يلعب مع نادي لوسيل القطري كلاعب وسط.
لعب سابقاً مع نادي الدحيل.

## روابط خارجية
- عبيد رحمن نواب على موقع Soccerway.com (الإنجليزية)
- عبيد رحمن نواب على موقع عالم كرة القدم.نت (الإنجليزية)